# خالد الدرمكي
خالد علي خميس الدرمكي مواليد 2 يناير 1992، لاعب كرة قدم إماراتي يجيد اللعب في الوسط مع نادي كلباء الإماراتي.
لعب مع نادي كلباء و إنتقل إلى نادي الظفرة عام 2017 و عاد إلى نادي كلباء في عام 2023.

## روابط خارجية
- خالد الدرمكي على موقع Soccerway.com (الإنجليزية)